# Luftflotte 1
Luftflotte 1 var en tysk flygarmé under andra världskriget som stred i invasionen av Polen och sedan tillbringade resten av kriget på den norra delen av östfronten.

## Polen

### Organisation
Luftflottens organisation i september 1939.
- Aufklärungsgruppe 10
- Aufklärungsgruppe 11
- Aufklärungsgruppe 21
- Aufklärungsgruppe 41
- Aufklärungsgruppe 120
- Aufklärungsgruppe 121
- Jagdgeschwader 1
- Jagdgeschwader 2
- Jagdgeschwader 3
- Jagdgeschwader 20
- Jagdgeschwader 21
- Kampfgeschwader 1
- Kampfgeschwader 2
- Kampfgeschwader 3
- Kampfgeschwader 4
- Kampfgeschwader 25
- Kampfgeschwader 152
- Lehrgeschwader 2
- Sturzkampfgeschwader 1
- Sturzkampfgeschwader 2
- Zerstörergeschwader 1
- Zerstörergeschwader 2

## Operation Barbarossa
Luftflotte 1 ansvarade för luftstridskrafterna på armégrupp Nords del av fronten.

### Organisation
Luftflottens organisation i juni 1941.
- Aufklärungsgruppe 10
- Aufklärungsgruppe 12
- Aufklärungsgruppe 13
- Aufklärungsgruppe 21
- Aufklärungsgruppe 22
- Aufklärungsgruppe 23
- Aufklärungsgruppe 31
- Aufklärungsgruppe 32
- Aufklärungsgruppe 33
- Aufklärungsgruppe 41
- Kampfgruppe zbV 106
- Nachtaufklärungsstaffel 3
- I. Fliegerkorps
  - Aufklärungsgruppe 122
  - Jagdgeschwader 54
  - Kampfgeschwader 1
  - Kampfgeschwader 76
  - Kampfgeschwader 77
  - Fliegerführer Ostsee
    - Kampfgruppe 806
    - Seeaufklärungsgruppe 125

## Befälhavare
Luftflottans befälhavare:
- Generalfeldmarschall Albert Kesselring   (1 september 1939 - 11 januari 1940)
- Generaloberst Hans-Jürgen Stumpff   (11 januari 1940 - 10 maj 1940)
- General der Flieger Wilhelm Wimmer (11 maj 1940 - 19 augusti 1940)
- Generaloberst Alfred Keller   (19 augusti 1940 - 12 juni 1943)
- Generaloberst Günther Korten   (12 juni 1943 - 23 augusti 1943)
- General der Flieger Kurt Pflugbeil   (23 augusti 1943 - 16 april 1945)